# Garden Valley
Garden Valley – miasto w Stanach Zjednoczonych, w stanie Wisconsin, w hrabstwie Jackson.